# Jerry Afriyie
Jerry Afriyie, né le 10 décembre 2006, est un footballeur international ghanéen qui évolue au poste d'attaquant au Al-Qadsiah FC.

## Biographie

### Carrière en club
Originaire du Tano nord au Ghana, Jerry Afriyie est formé par le Thoughts FC, où il commence sa carrière senior au Ghana,,.
En janvier 2025, il est transféré au Al-Qadsiah FC en Championnat d'Arabie saoudite,.
Afriyie est prêté au CD Lugo lors de la fin de saison 2023-24 de Championnat d'Espagne de troisième division,.

### Carrière en sélection
Afriyie est international ghanéen junior avec l'équipe des moins de 20 ans, où il s'illustre en championnat régional,,.
En novembre 2024, Afriyie est convoqué pour la première fois avec l'équipe senior du Ghana.
Il honore sa première sélection le 18 novembre 2024, déjà buteur lors d'une défaite contre le Niger en qualification à la Coupe d'Afrique.